# Phare Monumental La Serena
Le Phare Monumental La Serena (en espagnol : Faro Monumental La Serena)  est un phare situé sur l'avenida del Mar à La Serena (province d'Elqui) dans la région de Coquimbo au Chili.
Il est géré par le Service hydrographique et océanographique de la marine chilienne dépendant de la Marine chilienne.
Le 9 juin 2010, le phare Monumental La Serena est déclaré monument national.

## Généralités
Le phare est construit entre 1950 et 1951 à la demande du président Gabriel González Videla. Le travail est conçu par Ramiro Pérez Arce et dirigé par l'ingénieur civil Jorge Larenas Tanks. En avril 1953, il est officiellement remis aux autorités, représentées par le maire Ernesto Aguirre Valín, le maire de la province Roberto Flores Alvarez et Gabriel González Videla le président du Chili. Le 24 octobre 1953. Cet ouvrage est inauguré par le maire de Serena, Juan Cortés Alcayaga. Le 7 novembre 1985, le commandant en chef de la marine chilienne, l'amiral José Toribio Merino Don Castro, présente le phare comme une ressource touristique de la ville. Le 12 mai 1986, le gouverneur maritime de Coquimbo remet officiellement le phare Monumental de La Serena à la Municipalité de La Serena, afin de lui offrir une attraction touristique.

## Codes internationaux
- ARLHS[3] : CHI-002
- NGA : 1176 [4]
- Admiralty[5] : G 1900.5